# Šareni tvor
Šareni tvor je veoma retka vrsta sisara, mesojed je i čini porodicu kuna.

## Osobine
Šareni tvor dužine je od 29 do 35cm. Ima kratku njušku i veoma upečatljiv krzneni rep. Noge su mu kratke sa dugim i jakim kandžama. Poseduje bele pruge oko očiju i usta. Masa ženke varira od 295 do 600g, dok je kod mužjaka od 320 do 715g. Životni vek ove vrste traje od 7 do 8 godina. Zbog slabog vida, oslanja se na čulo sluha i mirisa, koji su posebno izraženi. Hrane se glodarima, pticama kao i voćem. Žive usamljeničkim načinom života, čak umeju da budu i veoma agresivni u kontaktu sa spoljnim svetom.

### Rasprostranjenost
Šareni tvor rasprostranjen je na teritoriji Azije i Evrope. U Srbiji se može pronaći najčešće u istočnom delu, a najviše ih ima na Pešteru, Kosovu i Kopaoniku.

### Razmnožavanje
Šareni tvor se pari u junu mesecu, a mladi se rađaju u januaru. Bremenitost je duga i traje od 243 do 327 dana. Ženka na svet donosi od 4 do 8 mladunaca. Majka se brine sama o mladima, koji progledaju nakon 38-40 dana života, a oko 60. dana napuštaju jazbinu.

### Ugroženost
Za ugroženu vrstu je proglašen 1996. i nalazi u IUCN Crvenoj knjizi ugroženih vrsta. Ustanovljeno je da je do smanjenja ove vrste došlo usled uništavanja njegovog prirodnog staništa kao i nedovoljne količine plena.